# Jan Beranek
Jan Tomasz Beranek (ur. 14 grudnia 1880 w Pińczowie, zm. wiosną 1940 w Katyniu) – major farmaceuta Wojska Polskiego, ofiara zbrodni katyńskiej.

## Życiorys
Urodził się 14 grudnia 1880 w Pińczowie, ówczesnym mieście powiatowym guberni kieleckiej w rodzinie Józefa i Marii z Machajskich. Był starszym bratem Romana (1882–1960), nauczyciela, geografa. Absolwent farmacji na uniwersytecie w Dorpacie. Od lutego 1908 do czerwca 1919 służył w wojsku rosyjskim.
W lutym 1920  wstąpił do Wojska Polskiego, otrzymał przydział do Okręgowej Składnicy Sanitarnej w Łodzi. Uczestnik wojny 1920 r. W 1928 był w Szkole Podchorążych Sanitarnych, kapitan ze starszeństwem z dniem 1 lipca 1919 i drugą lokatą w korpusie oficerów sanitarnych – aptekarzy. Od 1930 kierował apteką SPSan., następnie kierownik apteki Szpitala Szkolnego Centrum Wyszkolenia Sanitarnego w Warszawie. W 1931 awansowany do stopnia majora. Z dniem 30 czerwca 1934 został przeniesiony w stan spoczynku. Właściciel apteki w Białej Podlaskiej przy ul. Pierackiego 27. Mieszkał w Komorowie k. Warszawy.
W kampanii wrześniowej 1939, po agresji ZSRR na Polskę, w nieznanych okolicznościach wzięty do niewoli przez Sowietów. Przebywał w obozie jenieckim w Kozielsku. Wiosną 1940 został zamordowany przez funkcjonariuszy NKWD w lesie katyńskim i tam pogrzebany w bezimiennej mogile zbiorowej, gdzie od 28 lipca 2000 mieści się oficjalnie Polski Cmentarz Wojenny w Katyniu. W 1943 jego ciało nie zostało zidentyfikowane w toku ekshumacji prowadzonych przez Niemców. Figuruje na liście wywózkowej 017/3 z 1940.
Był żonaty z Leokadią z Kowalskich.

## Ordery i odznaczenia
- Złoty Krzyż Zasługi (19 marca 1937)[10]
- Odznaka Honorowa PCK III stopnia (1931)[11]

## Upamiętnienie
5 października 2007 minister obrony narodowej Aleksander Szczygło mianował go pośmiertnie na stopień podpułkownika. Awans został ogłoszony 9 listopada 2007 w Warszawie, w trakcie uroczystości „Katyń Pamiętamy – Uczcijmy Pamięć Bohaterów”.
Jana Beranka uhonorowano „Dębem Pamięci”, w ramach akcji „Katyń... pamiętamy” / „Katyń... Ocalić od zapomnienia”, posadzonym przez Starostwo Powiatowe w Łasku, na ul. Południowej 1.